# Бруклінський філармонічний оркестр
Бруклінський філармонічний оркестр (англ. Brooklyn Philharmonic, до 1982 року Бруклінська філармонія ,англ. Brooklyn Philharmonia) — американський симфонічний оркестр, що базується в Нью-Йорку. Заснований у 1954 році Зігфрідом Ландау, оркестр проіснував до 2012 року..

## Історія
З самого початку свого існування оркестр тяжів до спеціалізації з музики XX століття. У 1990 році художнє керівництво та менеджмент оркестру оголосили про свій намір повністю зосередитись на репертуарі останнього сторіччя; 1992 р. запрошений на посаду консультанта та виконавчого директора відомий музичний критик Джозеф Горовіц ввів у практику оркестру незвичайно складені тематичні програми, також побудовані переважно на новітньому репертуарі. Ці новації викликали інтерес критики, але призвели до катастрофічного відтоку публіки, в результаті якого кількість проданих оркестром абонементів скоротилася з 2840 року в сезоні 1990/91 до 407 в сезоні 1999/2000.

## Музичні керівники
- Зігфрід Ландау (1954—1971)
- Лукас Фосс (1971—1988)
- Денніс Рассел Девіс (1990—1996)
- Роберт Спано (1996—2004)
- Майкл Крісті (з 2005 р.)